# Ozma
Ozma es un álbum de estudio de la banda de Metal estadounidense Melvins, lanzado en 1989 a través de Boner Records.
La canción "Love Thing" es una versión de la canción de Kiss "Love Theme (from KISS)". Mientras que "Creepy Smell" incluye la intro de la canción de "Living In Sin" del disco en solitario de Gene Simmons, homónimo. El tema "Candy-O" es originalmente una canción de The Cars y acompañó a la versión en CD como pista adicional.

## Lista de canciones
- Todas las canciones compuestas por Buzz Osborne, excepto donde se indique lo contrario.

### Cara A
| N.º | Título                     | Duración |  |
| 1.  | «Vile»                     | 3:47     |  |
| 2.  | «Oven»                     | 1:28     |  |
| 3.  | «At a Crawl»               | 2:46     |  |
| 4.  | «Let God Be Your Gardener» | 1:52     |  |
| 5.  | «Creepy Smell»             | 2:04     |  |
| 6.  | «Kool Legged»              | 2:48     |  |
| 7.  | «Green Honey»              | 1:13     |  |
| 8.  | «Agonizer»                 | 1:40     |  |

### Cara B
| N.º | Título                        | Escritor(es)                     | Duración |  |
| 1.  | «Raise a Paw»                 |                                  | 1:11     |  |
| 2.  | «Love Thing»                  | Criss, Frehley, Simmons, Stanley | 1:17     |  |
| 3.  | «Ever Since My Accident»      |                                  | 1:30     |  |
| 4.  | «Revulsion/We Reach»          |                                  | 6:21     |  |
| 5.  | «Dead Dressed»                |                                  | 2:07     |  |
| 6.  | «Cranky Messiah»              |                                  | 1:25     |  |
| 7.  | «Claude»                      |                                  | 1:15     |  |
| 8.  | «My Small Percent Shows Most» |                                  | 0:58     |  |

### CD pistas adicionales
| N.º | Título    | Escritor(es) | Duración |  |
| 17. | «Candy-O» | Ocasek       | 1:27     |  |

## Personal
- The Melvins:
  - Dale – batería, coros
  - Buzz – voz, guitarra
  - Lori – bajo
- Mark Deutrom – productor
- Joshua Roberts – ingeniero de sonido
- Chris Dodge – diseño portada